# Tuberothelais flavolineata
Tuberothelais flavolineata är en skalbaggsart som beskrevs av Stefan von Breuning 1963. Tuberothelais flavolineata ingår i släktet Tuberothelais och familjen långhorningar. Inga underarter finns listade i Catalogue of Life.